# منقذة (ذمار)

تعديل مصدري - تعديل

منقذه هي إحدى قرى عزلة منقذة بمديرية مدينة ذمار التابعة لمحافظة ذمار، بلغ تعداد سكانها 4,989 نسمة حسب تعداد اليمن لعام 2004.